# Majinjō no Nemuri Hime
Dragon Ball: Majinjo no Nemuri-Hime ( ドラゴンボール 魔神城のねむり姫 Doragon Boru Majinjō no Nemuri Hime?, Dragon Ball: La Princesa Durmiente del Castillo del Mal)  es la 2ª película basada en la serie de manga y anime Dragon Ball estrenada el 18 de julio de 1987. Es una continuación directa de Shenron no Densetsu, siendo también una historia alterna a la serie, ubicada en este caso justo antes del entrenamiento de Kame Sen'nin.

## Argumento
Cuando Son Gokū y Krilin llegan a pedirle a Kame Sen'nin que los entrene este les pone una prueba, deben traerle la Bella Durmiente del Castillo del Mal. Poco después de que Krilin y Son Gokū parten, Yamcha y compañía los vienen a buscar, Kame Sen'nin les dice que Son Gokū se marchó a un parque de diversiones y deciden ir a buscarle.
Son Gokū y Krilin llegan a la Mano del Demonio y comienzan a enfrentarse a demonios, mientras tanto Yamcha y compañía son atacados y Bulma es secuestrada. Cuando Bulma despierta es llevada al salón donde está la Princesa durmiente, ya que su sangre será utilizada como el brindis para festejar el despertar de la princesa. Mientras tanto, Son Gokū y Krilin vencen a Gastel y llegan al castillo donde se dan cuenta de que la Princesa durmiente es una joya, pero cuando estaban a punto de obtenerla Lunch la roba. Cuando estaba escapando estornuda y se cae, Son Gokū logra agarrarla pero Lucifer atrapa a Krilin y le ordena entregarle la Joya o lo matará.
Mientras todos están atrapados Lucifer carga la joya con el poder de la luna llena y se prepara para disparar el cañón, pero esta misma luna hace que Son Gokū se convierta en Ōzaru y logren escapar, luego de que Puar le corte la cola a Son Gokū este ataca el cañón con un Kame Hame Ha que hace que cambie la dirección y mate a Lucifer.

## Personajes
| - Son Goku - Bulma - Oolong | - Yamcha - Puar - Kame Sen'nin | - Umigame - Krilin - Lunch |

### Personajes exclusivos de la película

#### Lucifer
Es el jefe de los demonios del castillo planea utilizar un cañón para destruir el sol.

#### Gastel
Es un demonio que se enfrenta a Son Gokū y Krilin en el castillo, es color rojo y pelea con una faja.

## Reparto
| Personaje    | Actor de voz (Japón) | Doblaje (Hispanoamérica) | Doblaje (España)    |
| ------------ | -------------------- | ------------------------ | ------------------- |
| Son Goku     | Masako Nozawa        | Laura Torres             | Ana Cremades        |
| Krilin       | Mayumi Tanaka        | Rossy Aguirre            | Ángeles Neira       |
| Bulma        | Hiromi Tsuru         | Rocío Garcel             | Nonia de la Gala    |
| Kame Sen'nin | Kōhei Miyauchi       | Jesús Colin              | Mariano Peña        |
| Yamcha       | Tōru Furuya          | Ricardo Mendoza          | David Arnaiz        |
| Lunch        | Mami Koyama          | Cristina Camargo         | Mariló Seco         |
| Oolong       | Naoki Tatsuta        | Arturo Mercado           | Antonio Ichausti    |
| Puar         | Naoko Watanabe       | Cristina Camargo         | Pilar Valdés        |
| Lucifer      | Nachi Nozawa         | José Lavat               | Alejandro Albaiceta |
| Ghastel      | Daisuke Gōri         | Mario Sauret             | Pedro Casablanc     |
| Mayordomo    | Shozo Iizuka         | Arturo Mercado           |                     |
| Tortuga      | Daisuke Gōri         | Arturo Mercado           | Alberto Hidalgo     |
| Narrador     | Jōji Yanami          | José Lavat               | Jorge Tomé          |

## Música
Tema de Apertura (opening)
- "Makafushigi Adventure!" (Makafushigi Adobenchā!?) por Hiroki Takahashi

Tema de cierre (ending)
- "Romantic Ageru Yo" (Romantikku Ageru Yo?) por Hiroki Takahashi